# Анисава Милтенова
Анисава Любенова Милтенова е български филолог, старобългарист, професор.

## Биография
Родена е на 11 август 1950 г. в София. Завършва Техникума по фина механика и оптика в София (1964–1969), а след това Българска филология с втора специалност Английска филология в Софийския държавен университет (1970–1974). Доктор по филология с дисертация на тема „Към характеристиката на българската литература ХV–ХVII в. Сборници със смесено съдържание“ (1983). Доктор на филологическите науки с дисертация на тема „Съчиненията от кратки въпроси и отговори в старобългарската литература“ (2005).
Филолог-специалист в Секция за история на българския език (1974–1975)на Института за български език на БАН и в Секция по старобългарска и възрожденска литература (1976–1983), Институт за литература на БАН. Научен сътрудник II–I ст. (1984–1991), старши научен сътрудник II ст. (доц.) (1992-2011) и професор (2012-) в Секция по стара българска литература на Института за литература на БАН; ръководител на Секцията от 1999 г.
Хоноруван доцент в СУ „Св. Климент Охридски“ (1992–2008), Шуменския университет (1994-1995), Пловдивския университет (1996–1999), Нов български университет (2004-2008).

### Специализации
- 1981-1982 – Институт за литература (Пушкинский дом) Ленинград; Институт за славянознание, Москва (3 месеца)
- 1984 – Център по балканистика, Солун, Гърция (1 месец)
- 2003 – Университет в Питсбърг, САЩ, стипендия „Фулбрайт“ (3 месеца)
- 2012 – Център за средновековни славянски проучвания в Университета на щата Охайо, Кълъмбъс, САЩ (2 месеца)

## Обществена дейност
- 1995 – председател на Съвета за чуждестранна българистика при УС на БАН
- 1997-2001 – член на Академичния съвет на Центъра за образование на БАН
- 1998-2003 – председател на комисия „Компютърна обработка на славянски ръкописи и старопечатни книги“ към Международния комитет на славистите

## Награди
- Голяма награда „Питагор“ (2009) за най-добър научен колектив за проекта Репертоар на старобългарската литература и книжнина с компютърни средства.

### Книги
- „Климент Охридски: Библиография 1878-1944“. София: АИ Марин Дринов, 1966, 58 с.
- „Към характеристиката на българската литература ХV-ХVII век (сборници със смесено съдържание)“. Канд. дисертация (машинопис). София, 1982, 401 с.
- „Колелото на живота. Народни вярвания и християнска нравственост в семейството“. Съст. А. Милтенова, А. Кирилова. София, 1993, 174 с.
- „Средновековни лековници и амулети“. Съст. А. Милтенова, А. Кирилова. София, 1994, 167 с.
- „Историко-апокалиптичната книжнина във Византия и в средновековна България“. Ред. А. Милтенова, В. Тъпкова-Заимова. София, 1996, 360 с.
- „Erotapokriseis. Съчиненията от кратки въпроси и отговори в старобългарската литература“. София: Дамян Яков, 2004, 574 с. (ISBN 954-527-256-2)[2]
- „История на българската средновековна литература“. Състав. А. Милтенова. София: Изток-Запад, 2008 (2 изд. 2009). (ISBN 978-954-321-466-2)
- Tapkova-Zaimova, Vassilka, Anissava Miltenova. „Historical and Apocalyptic Literature in Byzantium and in medieval Bulgaria“. Sofia: East-West Publishing House, 2011 (ISBN 978-954-321-884-4)